# Леван Сагінашвілі
Леван Сагінашвілі (груз. ლევან საგინაშვილი; нар. 15 вересня 1988, Тбілісі, Грузія) — грузинський професійний армрестлер, який очолює світовий рейтинг (правиця). Семиразовий переможець чемпіонату світу з армрестлінгу, шестиразовий переможець чемпіонату Європи з армрестлінгу, чотириразовий переможець Vendetta Top 8 і чинний володар чемпіонату Сходу проти Заходу в суперважкій вазі. Його вважають найсильнішим армрестлером в історії.

## Кар'єра
Після виграшу золотої медалі Всесвітніх поліцейських і пожежних ігор 2013 року з армрестлінгу в Белфасті, відзначений Міністерством внутрішніх справ Грузії.
2018 року виграв EuroArm, Чемпіонат світу з армрестлінгу та Vendetta All Stars #50 у Румі, Польща.
Після перемоги в шестираундовому суперматчі проти Девона Ларратта на турнірі King of The Table 4 25 червня 2022 року, отримав у подарунок від Ларратта «молот спадщини правиці» і був повсюдно визнаний спільнотою як армрестлер № 1 в світі (праворукий). Раніше Леван заявляв, що має намір виграти кожен раунд у професійній кар'єрі в суперматчі, і йому це вдалося зі свого першого суперматчу 2017 року до лютого 2023 року, коли пропустив два фінальних раунди проти Ермеса Гаспаріні через проблеми зі здоров'ям.
25 лютого 2023 року зустрівся з Ермесом Гаспаріні. Сагінашвілі виграв всі свої попередні суперматчі з рахунком 6–0. Гаспаріні забезпечив собі друге місце після перемоги Дейва Чаффі. Сагінашвілі переміг перші 4 раунди з 6. Однак вирішив не продовжувати матч через проблеми зі здоров'ям. Судді зарахували йому програш за 2 непроведені раунди. Матч завершився з рахунком 4–2 на користь Сагінашвілі, але це перервало серію перемог в суперматчах. Попри це залишається на першому місці серед армрестлерів.
20 квітня 2024 року повернувся після важкої травми зап'ястка і переміг Девона Ларратта в чемпіонаті Сходу проти Заходу в суперважкій вазі.

## Актор
З'являється в історичній драмі 2021 року «Цариця небесна», а також у бойовику 2023 року «Евакуація 2».

## Турніри/Помітні матчі
| Рік  | Змагання | Місце | Рука    | Вагова категорія |
| ---- | --- | ----- | ------- | ---------------- |
| 2024 | Схід проти Заходу 12 — Стамбул, Туреччина (20 квітня 2024) Леван Сагінашвілі 4 : 0 Девон Ларратт                | 1     | правиця | Надважка вага    |
| 2023 | Король столу 6 — Дубай, Обʼєднані Арабські Емірати (25 лютого 2023) Леван Сагінашвілі 4 : 2 Ермес Гаспаріні     | 1     | правиця | Надважка вага    |
| 2022 | King Of The Table 4 — Дубай, Обʼєднані Арабські Емірати (25 червень 2022) Леван Сагінашвілі 6 : 0 Девон Ларратт | 1     | правиця | Надважка вага    |
| 2021 | Vendetta Top 8 — Київ, Україна (5 вересня 2021) Леван Сагінашвілі 6 : 0 Дейв Чаффі                              | 1     | правиця | 105 кг+          |
| 2019 | Zloty Tur & Vendetta Top 8 — Румя, Польща (8 грудня 2019) Леван Сагінашвілі 6 : 0 Віталій Лалетін               | 1     | правиця | 105 кг+          |
| 2019 | Vendetta Top 8 — Шеньчжень, КНР (14 вересня 2019) Леван Сагінашвілі 6 : 0 Кидиргали Онгарбаєв                   | 1     | правиця | 105 кг+          |
| 2019 | Vendetta Top 8 — Кучинг, Малайзія (5 квітня 2019) Леван Сагінашвілі 6 : 0 Tim Bresnan                           | 1     | правиця | 105 кг+          |
| 2018 | Vendetta — All Stars #50 — Rumia, Poland (18 November 2018) Леван Сагінашвілі 6 : 0 Дмитро Трубін               | 1     | правиця | 105 кг+          |
| 2018 | Чемпіонат світу з армрестлінгу 2018 (WAF) — Анталія, Туреччина                                                  | 1     | лівиця  | чоловіки 110 кг+ |
| 2018 | Чемпіонат світу з армрестлінгу 2018 (WAF) — Анталія, Туреччина                                                  | 1     | правиця | чоловіки 110 кг+ |
| 2018 | Euroarm 2018 — Софія, Болгарія                                                                                  | 1     | лівиця  | чоловіки 110 кг+ |
| 2018 | Euroarm 2018 — Софія, Болгарія                                                                                  | 1     | правиця | чоловіки 110 кг+ |
| 2017 | Zloty Tur — Румя, Польща                                                                                        | 1     | лівиця  | чоловіки 110 кг+ |
| 2017 | Zloty Tur — Румя, Польща                                                                                        | 1     | правиця | чоловіки 110 кг+ |
| 2017 | Чемпіонат світу з армрестлінгу 2017 (WAF) — Будапешт, Угорщина                                                  | 1     | лівиця  | чоловіки 110 кг+ |
| 2017 | Чемпіонат світу з армрестлінгу 2017 (WAF) — Будапешт, Угорщина                                                  | 5     | правиця | чоловіки 110 кг+ |
| 2017 | Euroarm 2017 — Катовиці, Польща                                                                                 | 1     | лівиця  | чоловіки 110 кг+ |
| 2017 | Euroarm 2017 — Катовиці, Польща                                                                                 | 1     | правиця | чоловіки 110 кг+ |
| 2016 | Чемпіонат світу з армрестлінгу 2016 (WAF) — Благоєвград, Болгарія                                               | 1     | лівиця  | чоловіки 110 кг+ |
| 2016 | Чемпіонат світу з армрестлінгу 2016 (WAF) — Благоєвград, Болгарія                                               | 2     | правиця | чоловіки 110 кг+ |
| 2016 | Euroarm 2016 — Бухарест, Румунія                                                                                | 1     | лівиця  | чоловіки 110 кг+ |
| 2016 | Euroarm 2016 — Бухарест, Румунія                                                                                | 4     | правиця | чоловіки 110 кг+ |
| 2015 | Чемпіонат світу з армрестлінгу 2015 (WAF) — Куала-Лумпур, Малайзія                                              | 1     | лівиця  | чоловіки 110 кг+ |
| 2015 | Чемпіонат світу з армрестлінгу 2015 (WAF) — Куала-Лумпур, Малайзія                                              | 2     | правиця | чоловіки 110 кг+ |
| 2014 | Чемпіонат світу з армрестлінгу 2014 (WAF) — Вільнюс, Литва                                                      | 1     | лівиця  | чоловіки 110 кг+ |
| 2014 | Чемпіонат світу з армрестлінгу 2014 (WAF) — Вільнюс, Литва                                                      | 1     | правиця | чоловіки 110 кг+ |
| 2014 | Euroarm 2014 — Баку, Азербайджан                                                                                | 6     | лівиця  | чоловіки 110 кг+ |
| 2014 | Euroarm 2014 — Баку, Азербайджан                                                                                | 2     | правиця | чоловіки 110 кг+ |
| 2014 | Національний чемпіонат Грузії з армрестлінгу — Тбілісі, Грузія                                                  | 1     | лівиця  | чоловіки 100 кг+ |
| 2014 | Національний чемпіонат Грузії з армрестлінгу — Тбілісі, Грузія                                                  | 1     | правиця | чоловіки 100 кг+ |
| 2013 | Чемпіонат світу з армрестлінгу 2013 (WAF) — Гдиня, Польща                                                       | 4     | лівиця  | чоловіки 110 кг+ |
| 2013 | Чемпіонат світу з армрестлінгу 2013 (WAF) — Гдиня, Польща                                                       | 9     | правиця | чоловіки 110 кг+ |
| 2013 | Національний чемпіонат Грузії з армрестлінгу — Тбілісі, Грузія                                                  | 2     | лівиця  | чоловіки 100 кг+ |
| 2013 | Національний чемпіонат Грузії з армрестлінгу — Тбілісі, Грузія                                                  | 3     | правиця | чоловіки 100 кг+ |
| 2012 | Національний чемпіонат Грузії з армрестлінгу — Тбілісі, Грузія                                                  | 2     | лівиця  | чоловіки 100 кг+ |
| 2012 | Національний чемпіонат Грузії з армрестлінгу — Тбілісі, Грузія                                                  | 2     | правиця | чоловіки 100 кг+ |